# Ultraje a Rigor
Ultraje a Rigor è un gruppo rock brasiliano fondato nel 1980 a San Paolo.

Il gruppo pratica soprattutto l'hard rock, ma si è cimentato anche nel rock demenziale.

## Storia
La band è stata fondata nel 1980 per iniziativa del cantante e chitarrista Roger Moreira. La formazione iniziale annoverava il batterista Leonardo Galasso (meglio conosciuto come Leôspa), il bassista Sílvio e il chitarrista Edgard Scandurra, tutti e tre poi sostituiti. Moreira fa invece tuttora parte della band, che nel tempo ha subìto ulteriori rimaneggiamenti.
Il successo è arrivato nel 1983 con le canzoni Inútil e Mim Quer Tocar.
Nel 1985 il loro album Nós Vamos Invadir sua Praia è stato certificato disco di platino.
Tra il 2011 e il 2013, la band ha animato tutti gli appuntamenti del talk show Agora É Tarde, presentato da Danilo Gentili su Rede Bandeirantes. Il gruppo ha poi seguito Gentili in occasione del suo passaggio alla SBT, affiancandolo nel programma The Noite. 
Nel 2016 gli Ultraje a Rigor hanno aperto la tappa brasiliana dell'América Latina Olé Tour 2016 dei Rolling Stones.
Il gruppo ha continuato a esibirsi anche dopo il 2 settembre 2023, giorno in cui il bassista Mingau è stato colpito alla testa da un proiettile a Paraty mentre si trovava alla guida di un'automobile, che si è poi schiantata contro una casa. L'amico che era con lui ha riportato lievi ferite. Mingau si trova tuttora ricoverato in una struttura per lungodegenti a causa dei vari traumi subiti. La polizia ha arrestato le cinque persone che avevano pianificato l'azione criminale.

## Formazione

### Membri attuali
- Roger Moreira - voce e chitarra (1981-oggi)
- Mingau - voce e basso (1999-oggi)
- Bacalhau - voce e batteria (2002-oggi)
- Marcos Kleine - voce e chitarra (2009-oggi)

### Membri precedenti
- Leonardo Galasso (Leôspa) - batteria (1980-1990)
- Sílvio - basso (1980-1981)
- Edgard Scandurra - chitarra (1981-1983)
- Maurício Defendi - basso (1981-1989)
- Carlo Bartolini (Carlinhos) - chitarra  (1983-1987)
- Andria Busic - basso (1988-1989)
- Flávio Soares Suete - batteria (1990-2002)
- Osvaldo Fagnani - basso (1989-1990)
- Heraldo Paarmann - chitarra (1990-2002)
- Sergio Luis Graciano Petroni (Serginho) - basso (1990-1999)
- Sérgio Henrique Figueiredo Serra (Sérgio Serra) - chitarra  (1987-1990; 2002-2009)

## Discografia

### Album studio
- (1985) Nós Vamos Invadir sua Praia
- (1987) Sexo!!
- (1989) Crescendo
- (1990) Por que Ultraje a Rigor?
- (1993) Ó!
- (2002) Os Invisíveis
- (2012) O Embate do Século: Ultraje a Rigor vs. Raimundos (disco in collaborazione con il gruppo Raimundos)

### Raccolte
- (1992) O Mundo Encantado do Ultraje a Rigor

### Live
- (1999) 18 Anos sem Tirar!
- (2005) Acústico MTV (Ultraje a Rigor)
- (2011) Ira! e Ultraje a Rigor - Ao Vivo Rock in Rio

### EP
- (2009) Música Esquisita a Troco de Nada